# Lee Si-heon
Lee Si-heon (kor. 이시헌; * 4. Mai 1998) ist ein südkoreanischer Fußballspieler.

## Karriere
Lee Si-heon erlernte das Fußballspielen in der Schulmannschaft der Migeum Elementary School, den Jugendmannschaften vom Seongnam FC und Jeonbuk Hyundai Motors sowie in der Universitätsmannschaft der Chung-Ang University. Seinen ersten Vertrag unterschrieb er 2019 bei seiner Jugendmannschaft Jeonbuk Hyundai Motors. Das Fußballfranchise aus Jeonju spielte in der ersten Liga des Landes, der K League 1. 2019 kam er in der ersten Liga nicht zum Einsatz. Das zweite Halbjahr 2019 wurde er an den Zweitligisten Bucheon FC 1995 nach Bucheon ausgeliehen. Für Bucheon absolvierte er elf Zweitligaspiele. 2020 kehrte er nach der Ausleihe zu Jeonbuk zurück. 2020 wurde er mit dem Verein südkoreanischer Meister. Den Korean FA Cup gewann er mit Jeonbuk 2020. Aus beiden Endspielen ging man als Sieger gegen Ulsan Hyundai hervor. Für Jeonbuk absolvierte er 2020 zwei Erstligaspiele. 2021 unterschrieb er einen Vertrag beim Zweitligisten Bucheon FC 1995.

## Erfolge

### Verein
Jeonbuk Hyundai Motors
- K League 1: 2020
- Korean FA Cup: 2020